# Liste der Monuments historiques in Saint-Judoce
Die Liste der Monuments historiques in Saint-Judoce führt die Monuments historiques in der französischen Gemeinde Saint-Judoce auf.

## Liste der Bauwerke
| Bezeichnung                | Beschreibung              | Standort | Kennzeichnung | Schutzstatus | Datum | Bild           |
| -------------------------- | ------------------------- | -------- | ------------- | ------------ | ----- | -------------- |
| Ehemalige Kirche St-Judoce | Erbaut im 12. Jahrhundert | (Lage)   | PA00089635    | Inscrit      | 1925  | weitere Bilder |

## Liste der Objekte

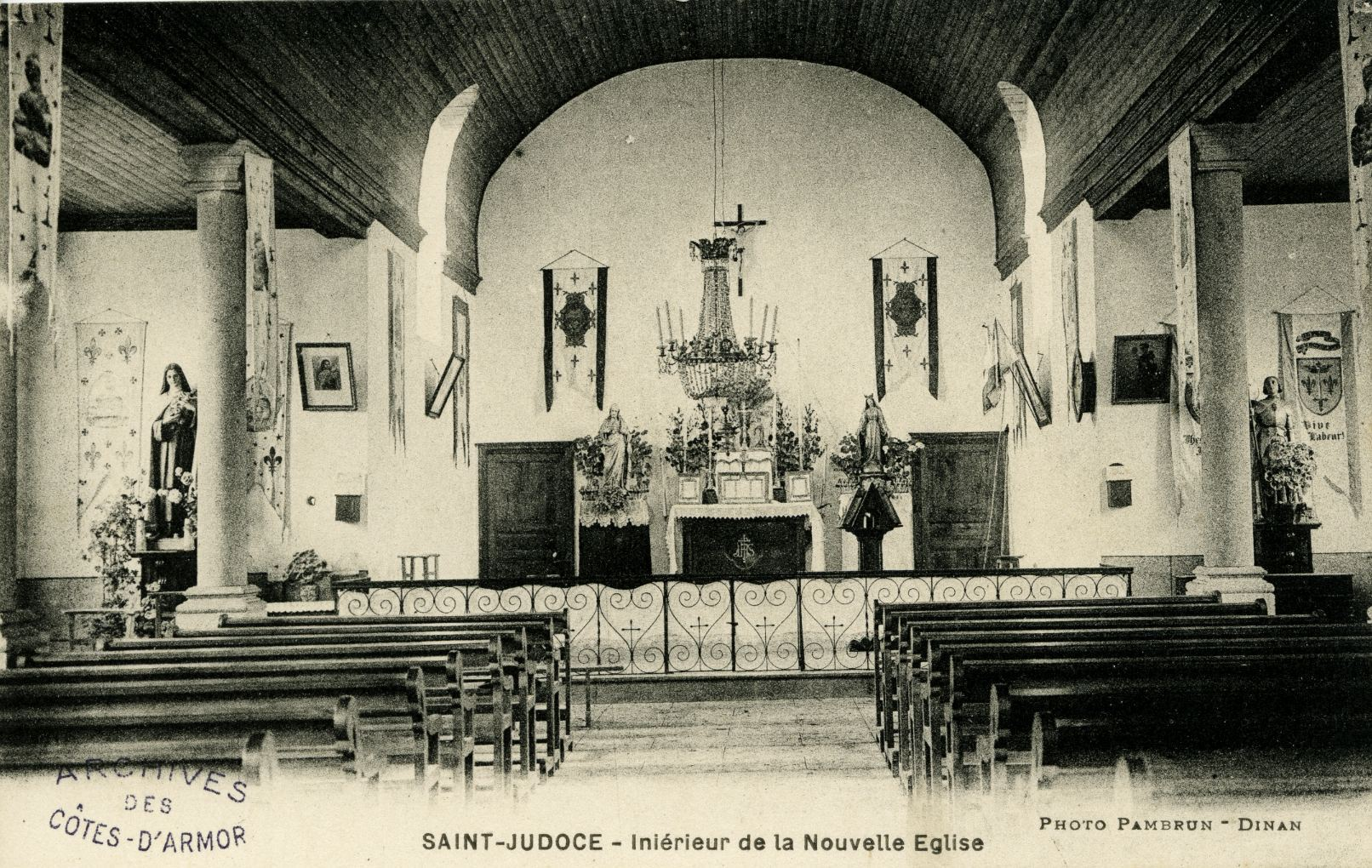
Innenansicht der neuen Kirche St-Judoce (zwischen 1910 und 1920)

- Monuments historiques (Objekte) in Saint-Judoce in der Base Palissy des französischen Kultusministeriums